# Templo de Regina Coeli
El Templo de Regina Coeli (nombre latino que significa Reina de los Cielos aludiendo a la Virgen María) es una iglesia cristiana que pertenece a la Iglesia católica y se encuentra en el Centro Histórico de la Ciudad de México, en la esquina de la calle Regina y Bolívar. 
La parroquia pertenece al Ex Convento de Regina, el cual se construyó en el siglo XVI. Su interior se acondicionó en estilo churrigueresco, perteneciente al siglo XVIII, y forma parte del convento de Regina Coeli, en donde vivían las monjas. El convento se cerró durante la Guerra de Reforma y no volvió a abrirse al público. La parroquia sigue abierta para confesiones, misas y eucaristía. Tiene varios de los altares churriguerescos del siglo XVIII. Uno muy particular está dedicado a Nuestra Señora de la Fuente, el cual es una pieza representativa del estilo mencionado. A pesar de que la iglesia es un Monumento Nacional, se ha encontrado con graves problemas relacionados con la conservación desde mediados del siglo XX.[cita requerida]

## Historia
El terreno fue cedido a los concepcionistas en 1573 para establecer un convento, con el permiso oficial del Vaticano obtenido del Papa Gregorio XIII en 1578. Fue el segundo convento construido por la orden de los concepcionistas en la Nueva España. El nombre de Regina Coeli es un derivado de la oración dedicada a la Virgen María en el periodo de Pascua. El espacio que le asignaron para ser la parroquia se encuentra construido desde 1655. Fue reparada en varias ocasiones y consagrada nuevamente en 1731. Las monjas de este convento fundaron otros conventos Concepcionistas en  Oaxaca, San Miguel de Allende, y en la Ciudad de México.
El convento cerró en 1863, debido a las Leyes de Reforma, convirtiéndose así en propiedad del estado y la iglesia en parroquia. En el mismo año, el gobierno vendió el convento a Florencio Velasco del Castillo por 8000 pesos, sin embargo, 43 años después la transacción fue cancelada por el Poder Judicial. En 1908 la Secretaría de Gobernación instaló un reloj público en la construcción. En 1929, algunas partes del convento fueron usadas para criar aves de corral y puercos. Dichas áreas no eran óptimas para los animales, pues vivían sobre escombros. Fue utilizado como cuartel poco después y en 1931, fue declarado "Monumento Artístico”.

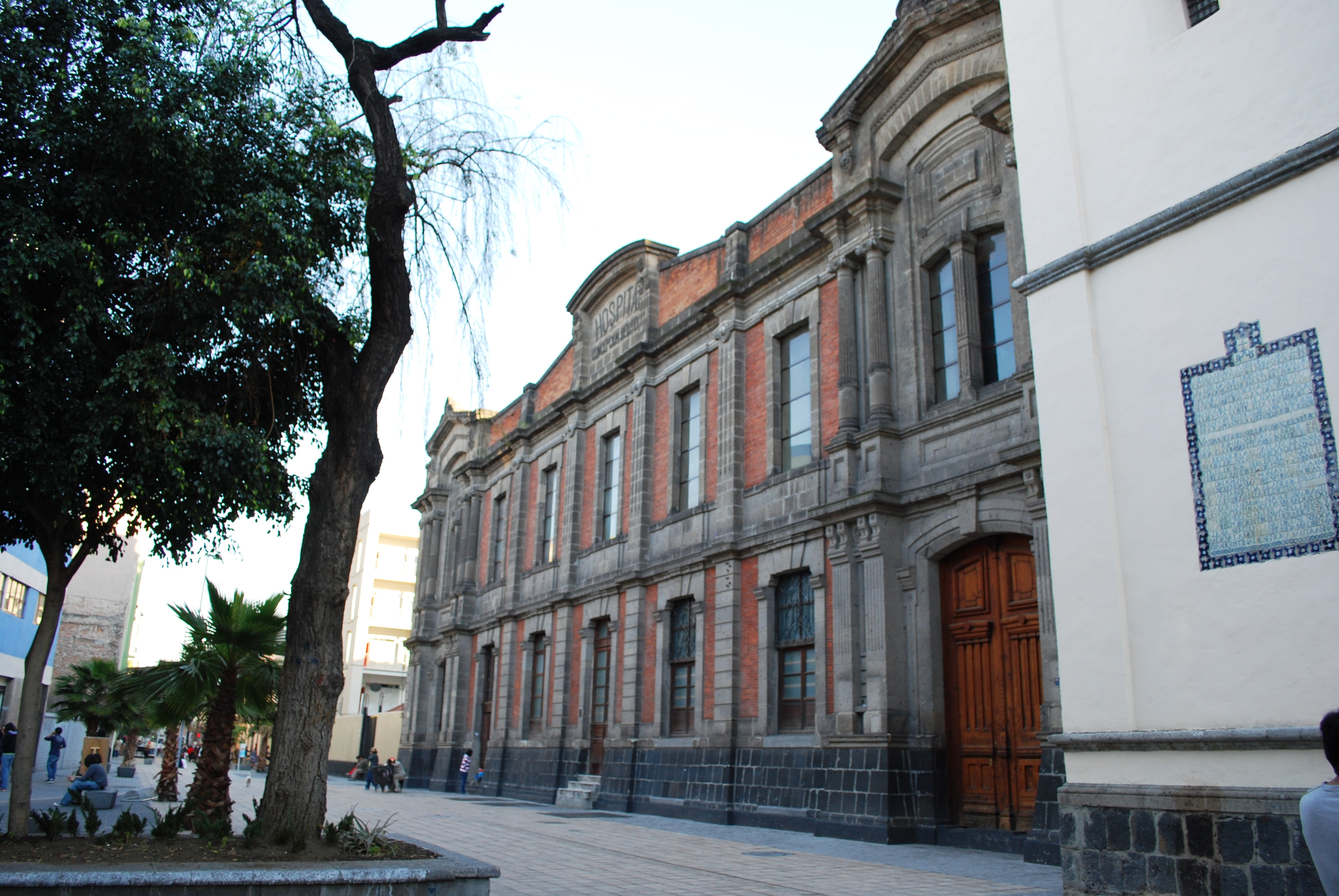
Fachada del ex convento

En 1982, la parroquia y el convento fueron declarados Monumento Nacional. A principios del siglo XX, la parroquia estaba bastante deteriorada. En 1945, una fuga de agua arruinó la pintura de Cristóbal de Licia. Gracias a esto, se realizó en 1966 una remodelación para eliminar la fuga. Sin embargo, la construcción sigue deteriorándose, ya que los problemas de filtración de agua continúan. Esto hace que la albañilería esté desgastada y que las pinturas directamente hechas en las paredes no luzcan, ya que se desvanecen en poco tiempo. Recientemente los arcos que se encuentran cerca del coro tuvieron que ser completamente remplazados debido a los desperfectos. En 2006, la fachada en la calle de Regina fue resanada y pintada, sin embargo, no podemos decir lo mismo de la calle de Bolívar. La parroquia requiere muchos más arreglos de los que se han hecho hasta el momento, pero el gobierno de la ciudad ha ofrecido un presupuesto limitado y la iglesia no ha sido capaz de recaudar el resto para poder enmendar el problema tan severo que tienen de agua.
A la parroquia le han hurtado algunas pinturas. En su mayoría, los hurtos fueron durante la Guerra de Reforma y la Guerra Cristera, y varios de los retablos ahora son réplicas. Los robos el día de hoy son de piezas de arte, de dinero y de otros objetos menores.
La Compañía Nacional de Teatro Clásico Fénix Novohispano realizó una obra de teatro relacionada con leyendas de la parroquia y con el convento, intitulada Historias de vivos, muertos y aparecidos. Consiste en cuatro obras basadas en diferentes leyendas, por ejemplo: Panes maravillosos, Delito con su castigo y De la tentación. La primera trata de una monja de la orden que podía curar a los enfermos con su pan. La segunda se refiere a la historia de don Felizardo Peñalva, quien robó una cabeza de Cristo hecha de oro y fue encontrado ahorcado en la iglesia. La última trata de un fraile que se siente atraído por una mujer voluptuosa.
La calle de Regina se remodeló gracias al gobierno de la ciudad, y es solamente peatonal, aunque cuenta con servicios de electricidad y agua bajo tierra. Se ha pavimentado con piedra y ladrillo. De igual manera, se han puesto bancas, iluminación y árboles. Este trabajo ha beneficiado a muchos de los edificios privados que se encuentran en esa calle.

## Descripción

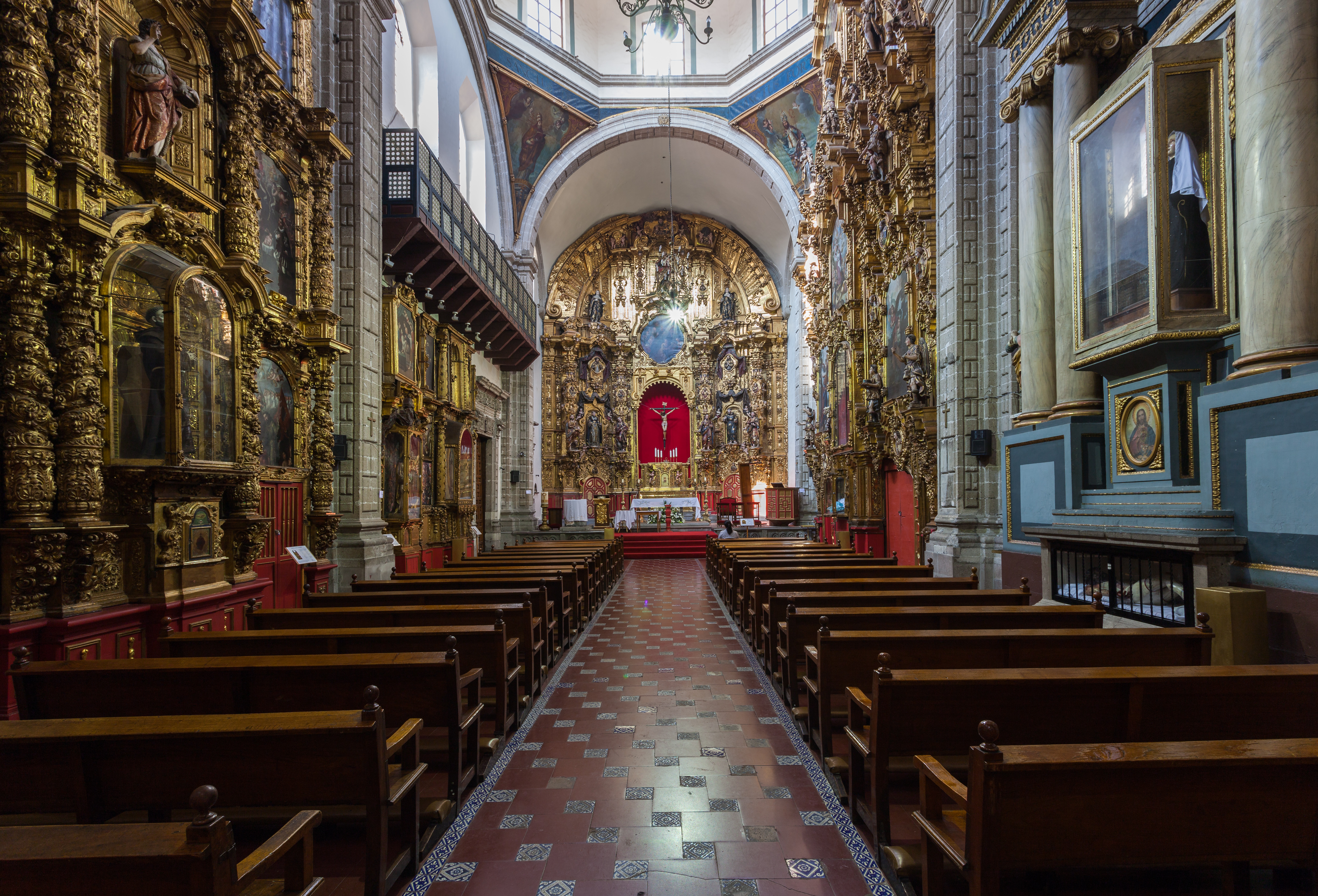
Nave principal

El convento y la parroquia fueron construidos con tezontle y otras piedras. La parte que abarca la parroquia sigue abierta para misas y visitas. La mayoría de la construcción se encuentra dedicada al Hospital Concepción Beistegui, el cual atiende a personas de la tercera edad. El complejo cuenta de igual manera con un salón para eventos, una sala de conferencias y un jardín con una fuente de azulejos hecha en 1930, así como con 26 apliques de oro en todo el edificio y valiosas pinturas y esculturas. Uno de los patios, llamado el Patio de la Estampa, estaba cubierto originalmente. Actualmente sólo se conserva uno de sus arcos y partes de otros. En 2008, el Salón Sor Juana fue inaugurado y dedicado a la monja mexicana del siglo XVII. La plaza está localizada en frente del convento y la parroquia , contiene áreas verdes, bancas y un corredor peatonal. Del otro lado de la iglesia se encuentran casas y algunos locales comerciales.
La fachada de la parroquia es simple y ha sido pintada recientemente. Se caracteriza por un pequeño campanario y una cúpula octogonal. Un conjunto de azulejos a los pies de la torre del campanario como adorno, establecido en 1773, fue plasmado debido a la conmemoración de los 200 años del convento. El exterior de la bóveda se divide en segmentos claramente marcados los cuales están decorados con  azulejos y pináculos.
En el interior de la parroquia, la nave va de este a oeste, cubierto por una bóveda de cañón. 
La cúpula está pintada con imágenes de los fundadores de la iglesia como San Agustín, San Jerónimo, San Gregorio y San Ambrosio.  Al extremo del lado oeste de la nave se encuentra el altar principal. Debido a la forma acampanada que tiene, el área del altar principal puede describirse como un nicho que contiene otros nichos. El altar principal está hecho de madera dorada en honor al estilo churrigueresco. 
Las figuras que se encuentran en el altar principal incluyen a Antonio de Padua y los cuatro evangelistas. Los nichos interiores contienen imágenes de los santos Domingo y Francisco de Asís, quien también está representado en uno de los medallones en la parroquia. En el centro, hay un lienzo representando el nacimiento de la Virgen María y encima una escultura de San José. El altar principal está enmarcado por la pirámide invertida más conocido como pilastra. Un nicho particularmente importante en la parroquia es dorado, adornado con espejos, concha de tortuga y nácar. Contiene una escultura de la Inmaculada Concepción del siglo XIX.  En la parte de arriba del altar, hay una representación de Dios Padre sosteniendo el mundo en sus manos.

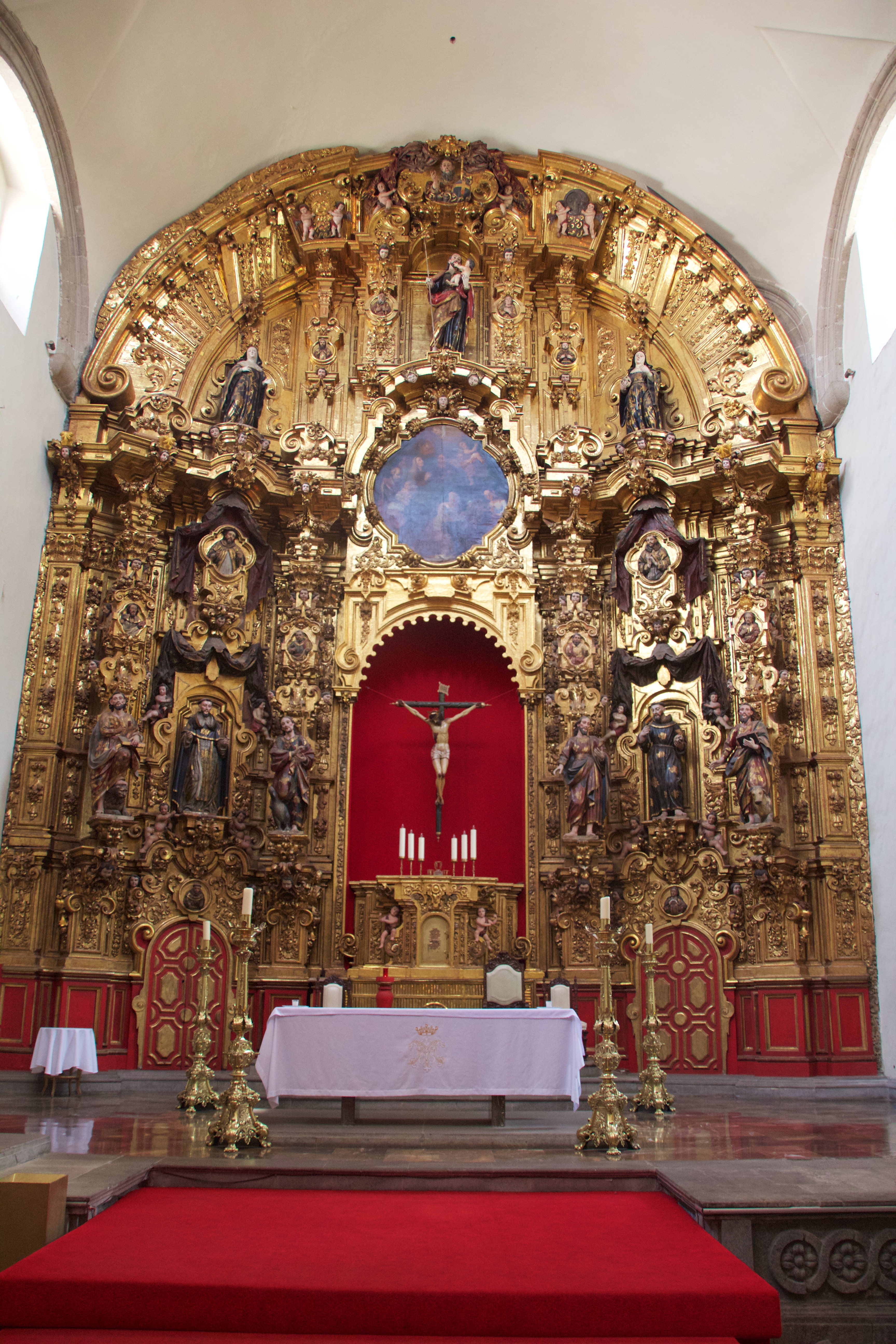
Altar principal

Además del altar principal, aún permanecen varios altares en la parroquia. Dos de los altares laterales, localizados uno al lado del otro, están dedicados al Calvario y al Sagrado Corazón y decorados con ocho columnas salomónicas adornadas con hojas y racimos. Estas columnas contienen pinturas y dos nichos. Uno de éstos contiene una representación tallada del Calvario. El altar de la Virgen de la Fuente fue hecha por Felipe de Ureña, clave para poder plasmar el estilo barroco de las iglesias mexicanas, especialmente las que se realizaron en las rutas de plata al norte de la Ciudad de México. Él fue el encargado de crear el altar en 1738, tiempo después de que la iglesia había sido ampliada y remodelada por Miguel Custodio Durán. El altar es un ejemplo de principios del estilo barroco o churrigueresco mexicano con estípites, pilastras y nichos decorativos. La pose de la Virgen en la pintura es estática y folklórica y contrasta con la geometría adornada y estatuas animadas de arcángeles. Este trabajo fue atribuido a José de Ibarra.
Otras características de la nave principal son los frontones interiores con piezas negras y doradas y su decoración con pinturas realizadas en su mayoría por Nicolás Rodríguez Juárez. La iglesia también contiene nueve esculturas tamaño real talladas en madera, así como otros altares aludiendo al estilo  neoclásico y plateresco.

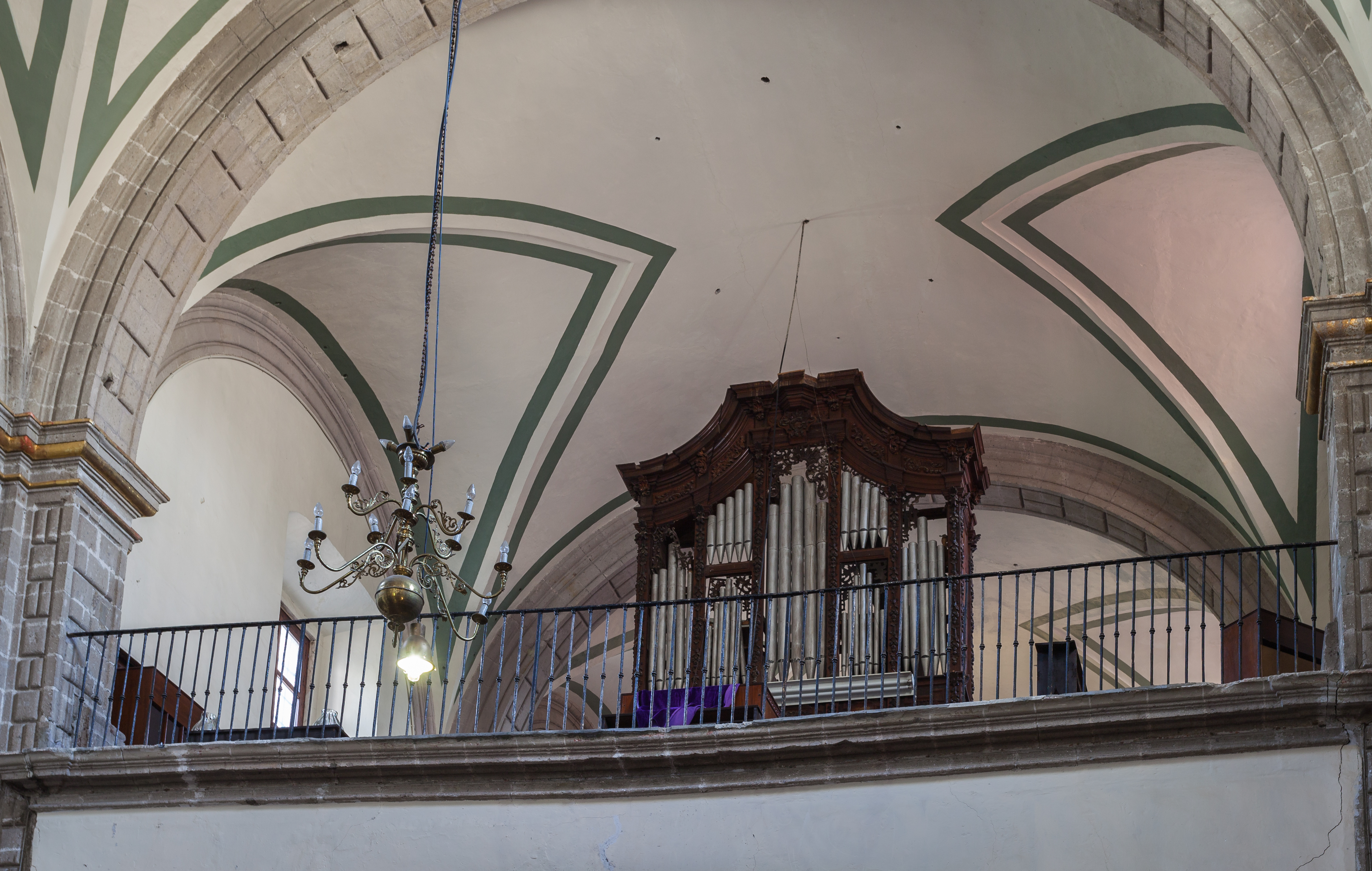
Órgano.

En la parte superior de la puerta principal se encuentra un lienzo de San Cristóbal y al frente, a lado del altar y dedicado a San Francisco de Asís, hay una puerta que conduce a la capilla Picazo Medina, obra del arquitecto Miguel Custodio Durán en 1733. Esta capilla fue anteriormente la vivienda de la hija del médico Pedro López antes de que hiciera sus votos para convertirse en monja. Después de su fallecimiento su hermano restauró y transformó la vivienda en la capilla actual. La entrada de la capilla está hecha de piedra arenisca esculpida que anteriormente era de oro. Las ondulaciones de las columnas se repiten en los pináculos de arriba, que están cubiertas por una cresta con imágenes del sol y la luna. El sol representa a Cristo y la luna a la Virgen, quien refleja la luz de su hijo. La sección principal de la entrada está dedicada a una escultura de la Inmaculada Concepción. Encima de ella hay una paloma que representa al Espíritu Santo y una cruz. Las puertas tienen una reja hecha de madera la cual fue tallada con escudos franciscanos de armas y otros elementos decorativos. Dentro de la capilla, hay óleos realizados por Villalobos. Estos incluyen la Visitación de María, Los Esponsales de José y María, La Adoración de los Pastores, Anunciación y La Adoración de los Reyes. A la derecha del presbiterio hay una escultura realista del beneficiario de la capilla, el padre Buenaventura de Medina Picazo.
El área superior del coro tiene un barandal de hierro rectangular y tiene la apariencia de un altar. Se utilizan hojas de acanto para formar el calado con varios medallones con los anagramas de las "Cinco personas": Jesús, María, José y los padres de María: Joaquín y Ana. El barandal está rodeado de figuras moldeadas en forma de hebra calada. Originalmente era rojo con detalles dorados, pero el rojo se ha vuelto gris con el paso del tiempo. En el interior del coro hay ocho pinturas del artista poblando Francisco Antonio Vallejo.
- Wikimedia Commons alberga una categoría multimedia sobre Templo de Regina Coeli.